# Kraina antarktyczna
Kraina antarktyczna – kraina zoogeograficzna obejmująca obszar Antarktydy, sąsiadujących z nią wysp i wody wokół niej po 60°S.
W głębi kontynentu brak zwierząt ze względu na ekstremalnie niskie temperatury i niskie opady. Flora uboga (mchy, porosty i glony), na wybrzeżach pingwiny, burzyki, w tym petrel śnieżny (Pagodroma nivea), gniazdujący do 325 km w głąb Antarktydy, oraz inne ptaki oceaniczne. Fauna morska bogata w ryby, bezkręgowce takie jak kryl antarktyczny, ze ssaków występują walenie i foki.